# Thermosphaeroma mendozai
Thermosphaeroma mendozai là một loài chân đều trong họ Sphaeromatidae. Loài này được Schotte miêu tả khoa học năm 2000.